# Gornja šuplja vena
Gornja šuplja vena (lat. vena cava superior) je velika kratka vena koji dovodi deoksigeniranu krv iz gornje polovice tijela u desnu pretklijetku srca. 
Gornja šuplja vena nastaje spajanjem lijeve i desno ručnoglavene vene (lat. vena brachiocephalica), duga je oko 5-7 cm. U gornju šuplju venu uljevaju se još i male vene lat. venae pericardiacae et mediastinels anteriores, te neparna vena (lat. vena azygos).
Gornja šuplja vena ne sadrži venskih zalistaka, pa se kontrakcije srce prenose na nutarnje vratne vene (lat. vena jugularis interna) što se promatra kao jugularni venski puls u području prsnoključnosisastog mišića na vratu.